# カリナモール
カリナモール,カリナモルル（ロシア語: ТВК КАЛИНА МОЛЛは、ロシア極東沿海地方の州都・ウラジオストクにある大型ショッピングモール。

## 概要
2019年3月に開業した。地上3階建て、地下は2階建て(駐車場)で3,500台収容、テナントは122店舗、売り場面積　102,000m2 である。
- 1階にはハバロフスクに本社があるハイパーマーケットのСамбери(サムベリ),モスクワに本社があるスポーツ用品大型店のСпортмастер(スポルトマステル)、ロシアの家電量販店のM.Video, ロシアのファストファッションFiNN FLARE, O’STIN,ロシアの靴専門店Respect 寿司の持ち帰り店、SONY CENTER、SAMSUNG,など。
- 2階には、イタリアのCALLIOPE、Calzedonia、INTIMISSIMI,スペインのZara、Massimo Dutti、 Bershka、 Pull&Bear、OYSHO、Stradivarius , ドイツのGerry Weber, スウェーデンのH&M, イギリスのMarks&Spencer, アメリカのCalvin Klein Jeans、Levi's, トルコのCOLIN’S, ロシアのLUSIO、LEXMER,などのファストファッションのチェーン店や宝飾店のスワロフスキー, 宝石店のPANDORA、時計のSwatchなどの店舗がある。
- 3階には、ロシアの子供服店、フードコートには、カフェ4店舗、ハンバーガー、ケンタッキーフライドチキン、バスキンロビンス、寿司をメインとする日本料理の店、朝鮮料理の店、計15店舗の飲食店と映画館のКинотеатр(キノテアトル)がある。
- 建物の北側は海に面しており、フードコートからは金角湾横断橋も望める。

## 所在地
- (ロシア語)ул. Калинина, 8, Владивосток,690035 Приморский край
- (英語)Kalinina Street, 8, Vladivostok,Primorskiy kray, 690035

## 営業時間
午前10時～午後10時

## ウラジオストクのその他商業施設
- グム・オールド・コートヤード
- ボリショイグム
- マールィグム